# Lista de deputados estaduais da Bahia da 11.ª legislatura
Essa é uma lista de deputados estadual da Bahia eleitos para o período 1987-1991. Foram 63 eleitos.

## Composição das bancadas
| Partido | Líder            | Bancada | Posição  |
| ------- | ---------------- | ------- | -------- |
| PMDB    | Sergio Gaudenzi  | 34 / 63 | Governo  |
| PFL     | José Ronaldo     | 22 / 63 | Oposição |
| PTB     | Paulo Maracajá   | 3 / 63  | Oposição |
| PDT     | Sebastião Castro | 2 / 63  | Governo  |
| PCdoB   | Luiz Nova        | 1 / 63  | Governo  |
| PT      | Alcides Modesto  | 1 / 63  | Oposição |

## Deputados estaduais
| Número | Deputados estaduais eleitos         | Partido | Votação | Cidade onde nasceu      | Unidade federativa |
| 15111  | Marcos Medrado                      | PMDB    | 55.435  | Salvador                | Bahia              |
| 15134  | Luiz Pedro Rodrigues Irujo          | PMDB    | 54.615  | São Paulo               | São Paulo          |
| 15218  | Cristóvão Ferreira                  | PMDB    | 44.478  | Salvador                | Bahia              |
| 15952  | Coriolano Sales                     | PMDB    | 44.367  | Santa Teresinha         | Bahia              |
| 15951  | Luiz da Costa Leal                  | PMDB    | 30.248  | Salvador                | Bahia              |
| 15408  | Colbert Martins                     | PMDB    | 28.349  | Feira de Santana        | Bahia              |
| 15183  | Raimundo Humberto Caires Araújo     | PMDB    | 27.552  | Dom Basílio             | Bahia              |
| 25877  | Luís Lago Cabral                    | PFL     | 27.545  | Salvador                | Bahia              |
| 15617  | Gastão Otávio Lacerda Pedreira      | PMDB    | 26.387  | Salvador                | Bahia              |
| 15930  | José Galdino de Aragão Leite        | PMDB    | 26.042  | Aracaju                 | Sergipe            |
| 15363  | João Lyrio                          | PMDB    | 25.632  | Itapé                   | Bahia              |
| 25321  | Eujácio Simões Filho                | PFL     | 25.485  | Itororó                 | Bahia              |
| 14856  | Otto Alencar                        | PTB     | 25.179  | Ruy Barbosa             | Bahia              |
| 25471  | Antônio Menezes Filho               | PFL     | 24.036  | Itabuna                 | Bahia              |
| 15839  | Fernando Mário Pires Daltro         | PMDB    | 23.672  | Jacobina                | Bahia              |
| 15685  | Luiz Umberto Ferraz Pinheiro        | PMDB    | 23.550  | Tremedal                | Bahia              |
| 15219  | Antônio Honorato de Castro Neto     | PMDB    | 23.506  | Salvador                | Bahia              |
| 15607  | Ewerton Souza de Almeida            | PMDB    | 23.047  | Ipiaú                   | Bahia              |
| 15170  | Filadelfo Pinto Meireles Neto       | PMDB    | 22.923  | Entre Rios              | Bahia              |
| 14104  | Miguel Abrão Fahiel Filho           | PTB     | 22.308  | Senhor do Bonfim        | Bahia              |
| 25573  | Osvaldo José de Souza               | PFL     | 21.550  | Itiruçu                 | Bahia              |
| 25190  | Horácio Matos Neto                  | PFL     | 21.533  | Piatã                   | Bahia              |
| 25157  | José Rufino Ribeiro Tavares Bisneto | PFL     | 21.399  | Candeal                 | Bahia              |
| 12845  | Sebastião Rodrigues Castro          | PDT     | 21.163  | Ribeira do Pombal       | Bahia              |
| 15178  | Sergio Gaudenzi                     | PMDB    | 21.076  | Salvador                | Bahia              |
| 15613  | Reinaldo Teixeira Braga             | PMDB    | 20.817  | Xique-Xique             | Bahia              |
| 25683  | José Alves Rocha                    | PFL     | 20.633  | Coribe                  | Bahia              |
| 25812  | César Borges                        | PFL     | 20.381  | Salvador                | Bahia              |
| 15171  | Raimundo Sobreira Filho             | PMDB    | 20.022  | Várzea Alegre           | Ceará              |
| 15681  | Euvaldo de Araújo Maia              | PMDB    | 19.596  | Campo Formoso           | Bahia              |
| 25682  | Fernando Borges Bastos              | PFL     | 19.110  | Guanambi                | Bahia              |
| 15808  | Paulo Renato Bastos                 | PMDB    | 19.084  | Cambuci                 | Rio de Janeiro     |
| 25306  | José Ronaldo de Carvalho            | PFL     | 19.043  | Paripiranga             | Bahia              |
| 25304  | Nobelino Dourado Filho              | PFL     | 18.848  | Irecê                   | Bahia              |
| 15152  | Alfredo Henrique Sampaio            | PMDB    | 18.735  | Gentio do Ouro          | Bahia              |
| 25779  | Gerson Gomes da Silva               | PFL     | 18.635  | Feira de Santana        | Bahia              |
| 15231  | Alcindo da Anunciação               | PMDB    | 18.459  | Salvador                | Bahia              |
| 14164  | Paulo Maracajá                      | PTB     | 18.429  | Salvador                | Bahia              |
| 15662  | Maurício Cotrim Guimarães           | PMDB    | 18.365  | São José do Rio Preto   | São Paulo          |
| 15684  | Jayme Alfredo Lago Mascarenhas      | PMDB    | 18.266  | Prado                   | Bahia              |
| 25275  | Luciano José de Santana             | PFL     | 17.783  | Camacan                 | Bahia              |
| 15368  | João Almeida dos Santos             | PMDB    | 17.864  | Brejões                 | Bahia              |
| 25988  | Jurandy Cunha Oliveira              | PFL     | 17.775  | Ipirá                   | Bahia              |
| 15584  | Gerbaldo Avena                      | PMDB    | 17.756  | Salvador                | Bahia              |
| 25781  | Carlos Roberto da Cunha             | PFL     | 17.597  | Itaparica               | Bahia              |
| 25694  | Eliel da Silva Martins              | PFL     | 17.538  | Candeal                 | Bahia              |
| 24286  | Luiz Henrique Sá da Nova            | PCdoB   | 17.511  | Macarani                | Bahia              |
| 25868  | Leônidas Rocha Cardoso              | PFL     | 17.464  | Vitória da Conquista    | Bahia              |
| 25343  | Edigar Dourado Lima                 | PFL     | 17.321  | Morro do Chapéu         | Bahia              |
| 15544  | Ernani de Oliveira Rocha            | PMDB    | 16.599  | Teixeira                | Paraíba            |
| 15748  | Pedro Alcântara de Souza            | PMDB    | 16.503  | Campo Alegre de Lourdes | Bahia              |
| 25212  | Edval Lopes Lucas                   | PFL     | 16.492  | Itajuípe                | Bahia              |
| 25707  | Luciano Simões                      | PFL     | 16.274  | Salvador                | Bahia              |
| 15196  | Clodoaldo de Oliveira Campos        | PMDB    | 16.224  | Irará                   | Bahia              |
| 15492  | Vandilson Pereira Costa             | PMDB    | 16.201  | Guanambi                | Bahia              |
| 15453  | José Amando Sales Mascarenhas       | PMDB    | 16.018  | Itaberaba               | Bahia              |
| 15763  | Edson Quinteiro Bastos              | PMDB    | 15.803  | Oliveira dos Brejinhos  | Bahia              |
| 15267  | Jayro Nunes Sento Sé                | PMDB    | 15.634  | Juazeiro                | Bahia              |
| 25667  | Jayme de Souza Vieira Lima          | PFL     | 15.534  | Itabuna                 | Bahia              |
| 15659  | Manoel dos Passos Galvão Filho      | PMDB    | 15.155  | Itabuna                 | Bahia              |
| 13756  | Manuel Alcides Modesto Coelho       | PT      | 15.059  | Remanso                 | Bahia              |
| 25677  | Carlos Alberto Moreira Simões       | PFL     | 14.901  | Jequié                  | Bahia              |
| 12205  | José Ramos Neto                     | PDT     | 7.346   | Valente                 | Bahia              |